# Campnosperma zeylanicum
Campnosperma zeylanicum är en sumakväxtart som beskrevs av Thw.. Campnosperma zeylanicum ingår i släktet Campnosperma och familjen sumakväxter. Inga underarter finns listade i Catalogue of Life.